# Vaiano Cremasco
Vaiano Cremasco is een gemeente in de Italiaanse provincie Cremona (regio Lombardije) en telt 3811 inwoners (31-12-2004). De oppervlakte bedraagt 6,3 km², de bevolkingsdichtheid is 604 inwoners per km².

## Demografie
Vaiano Cremasco telt ongeveer 1477 huishoudens. Het aantal inwoners steeg in de periode 1991-2001 met 9,3% volgens cijfers uit de tienjaarlijkse volkstellingen van ISTAT.
| Jaar | Inwoneraantal |
| ---- | ------------- |
| 1991 | 3315          |
| 2001 | 3622          |

## Geografie
Vaiano Cremasco grenst aan de volgende gemeenten: Bagnolo Cremasco, Crespiatica (LO), Monte Cremasco, Palazzo Pignano, Trescore Cremasco.